# Let's Get Loud (DVD)
Let's Get Loud je drugi glazbeni DVD američke pjevačice Jennifer Lopez objavljen 10. veljače 2002. u izdanju Epic Recordsa.

## Popis pjesama
1. Program Start
2. "Let's Get Loud"
3. "Ain't It Funny"
4. "Cariño"
5. "Play"
6. "Feelin' So Good"
7. "I'm Real"
8. Dancer Introductions
9. "Secretly"
10. "Theme from Mahogany"
11. "I Could Fall in Love"
12. "Si Ya Se Acabó"
13. Band Introductions
14. "Waiting for Tonight"
15. "Walking on Sunshine"
16. "If You Had My Love"
17. "Love Don't Cost a Thing"
18. "Plenarriqueña"
19. End Credits